# エコロ
エコロ（Ecolo）はベルギーの政党。フランス語圏のワロン地域を基盤とする環境政党である。「エコロ」は通称で、正式な名称は「運動エコロ」（Mouvement Ecolo）である。
ヨーロッパレベルでは欧州緑の党の、世界レベルではグローバルグリーンズのメンバーとなっている。

## 概要
1980年8月、前年の欧州議会議員選挙において「緑の候補者リスト」を組織したワロン地域のエコロジー運動のグループを主体として結成。翌1981年の選挙では「違った政治を進めよう」をスローガンに掲げ、初めて国会に議席を獲得した。
1986年に入ると、キリスト教政党と自由主義政党による連立政権への閣外協力の是非、運動の目標と組織の在り方をめぐる派閥対立、メンバーの大量脱退と国会議員減少に因る党財源減少の問題で危機に陥り、1989年の欧州議会選挙と1991年の総選挙で党勢が回復するまで、停滞を余儀なくされた。
1999年から2003年まではフラームス自由民主のヒー・フェルホフスタットが率いる連立政権（第1次フェルホフスタット内閣）に加わり、2名の大臣（モビリティー大臣、エネルギー・持続可能な開発担当閣外大臣）を輩出した。
2010年の総選挙ののち、各党は連立政権をなかなか形成できず、535日にわたって政権ができないなど政局は混迷したが、最終的に成立したワロン系社会党のエリオ・ディルポ党首が率いる連立政権には参加せず、野党となった。2014年の総選挙ののち成立したシャルル・ミシェルによる連立政権にも参加せず、野党に留まっている。
2019年の総選挙では代議院の議席数を6議席から13議席に倍増させた。選挙後の政党間協議は難航したが、選挙から16か月後にアレクサンダー・デ・クローを首班とするデ・クロー内閣が成立すると、連立与党（7党）に加わった。3名の大臣（モビリティー大臣、環境・気候・持続可能な開発・グリーンディール大臣、機会の均等・ジェンダー平等・多様性担当閣外大臣）を輩出している。
国内ではオランダ語系のフラマン語圏であるフランデレン地域の環境政党「フルン」と密接な関係を保っており、代議院では統一会派を組んでいる。また、ワロン地域議会とドイツ語共同体議会にも進出している。